# ليونارد جاكسون
ليونارد جاكسون (بالإنجليزية: Leonard Jackson)‏ هو ممثل أمريكي، ولد في 7 فبراير 1928 في الولايات المتحدة، وتوفي في 22 ديسمبر 2013 بنيويورك في الولايات المتحدة.

## وصلات خارجية
- ليونارد جاكسون على موقع IMDb (الإنجليزية)
- ليونارد جاكسون على موقع تيرنر كلاسيك موفيز (الإنجليزية)
- ليونارد جاكسون على موقع قاعدة بيانات برودواي على الإنترنت (الإنجليزية)
- ليونارد جاكسون على موقع قاعدة بيانات الفيلم (الإنجليزية)